# Именево (Красноармейский район)
Име́нево (чув. Именкасси) — село в Красноармейском муниципальном округе Чувашской Республики.

## География
Село расположено на правом берегу реки Большой Цивиль в 13 км от г. Цивильска и в 45 км от г. Чебоксары. Географические координаты 47°18’ восточной долготы и 55°47’ северной широты.

## Население
Население чуваши, численность — 439 человек.

## История
Согласно археологическим данным, основано в начале XIII в. Этимология ойконима возводится к татарскому имен «дуб», формант -касси в чувашском названии происходит от чувашского касă (рус. улица). Село служило местом сбора повстанцев во время Пугачевского бунта.
До 1927 года входило в состав Чурачикской волости Цивильского уезда Казанской губернии.
Выходцами из села основана деревня Именево Батыревского района Чувашской Республики.

## Разное
Церковь Михаила Архангела (с 1764 г.), разрушена в 1935 г. Имеется школа, основанная в 1841 г., отделение связи, детский сад, модельная библиотека, фельдшерско-акушерский пункт, ветеринарный пункт, магазины.
Улицы: Çĕн урам (Новая, офиц. Овражная), Чиркÿ урамĕ (Церковная, офиц. К. Маркса), Пасар урамĕ (Базарная, офиц. К. Маркса), Тукас (Верхняя, офиц. Чапаева с переулком Центральным), Чутай (Четаи, офиц. Гагарина), Анаткас (Нижняя улица, офиц. Гагарина), Ката вĕç (Дальняя, офиц. Ленина), Хăрах урам (Односторонняя, офиц. Ленина), Посёлок (Молодёжная).
Включает куст сел в составе деревень Серткасы (чуваш. Çурткасси), Шорги (чуваш. Шурка), Чумаши (чуваш. Чумаш). Село во все времена тяготело к г. Цивильску, но фактически числится в составе Красноармейского района.
Выходцами основана д. Именево в Батыревском районе Чувашской Республики.